# Sagrario Vera Gordo
Sagrario Vera Gordo (Malcocinado, Badajoz, 18 de septiembre de 1920 - Valdelamusa, Cortejana, Huelva, 8 de junio de 1945) fue una guerrillera andaluza que participó en la guerrilla, entre los años 1940 y 1945, contra el franquismo después de la Guerra civil española. La Guardia Civil la mató a tiros junto a su pareja y exhibió su cuerpo como escarnio público.

## Biografía
Su padre, José Vera Parra, era jornalero y carbonero de profesión. Fue encarcelado por luchar en el bando republicano desde 1939 y fue puesto en libertad poco después de salir de prisión a principios de la década de 1940.
Su madre, Fernanda Gordo Galindo, apodada La Jabalina y sus dos hermanas, tuvieron que abandonar el pueblo en el verano de 1936 y viajaron como refugiados republicanos por los montes de Sevilla, Huelva y Badajoz, formando parte de lo que los historiadores llamaron la columna de los 8000. La columna fue atacada en septiembre, cerca de Reina y la Fuente del Arco, murieron 80 personas y atrapó a cerca de 2000. Sagrario, de dieciséis años, fue detenida con su madre y su hermana Salvador. Por ser menor no fue juzgada. Su madre fue arrestada, sin embargo, y tras pasar por varias cárceles del país, fue liberada en 1939, en libertad condicional, y regresó a Malcocinado con sus hijas.
Tras la muerte de su padre, a principios de la década de 1940, la familia Vera Gordo se trasladó a un chozo donde tenían derecho a producir carbón, uno de los lugares más inaccesibles y duros de la sierra norte de la Alta, en la provincia de Córdoba, en la frontera de Malcocinado.
Sagrario Vera tuvo su primer contacto con la guerrilla en la primavera de 1940; su familia le brindaría enlace y apoyo, tanto para el abastecimiento de alimentos como para la administración, para lavar y arreglar la ropa. De ahí surgió la relación entre el Sagrario y el libertario Chato de Huelva. Las hermanas Sagrario y Salvadora trabajaban como cocineras y limpiadoras para el personal de la Guardia Civil en Piconcillo, por lo que la guerrilla tenía información de primera mano.
Sagrario decide unirse a la guerrilla junto con su novio El Chato, en noviembre de 1941 cuando su madre y sus hermanos Salvadora y Jesús son arrestados. Participó en numerosas acciones bajo el nombre de guerra Paco en sus primeros años, armada con una pistola de pequeño calibre, vestida de miliciano y con gorra, como se describe en varios certificados de la Guardia Civil. Estas atestaciones provienen de varios casos judiciales en los que estuvo implicada.
Su madre fue puesta en libertad en diciembre de 1943 y Sagrario descendió del monte y se trasladó a Sevilla, donde llevó una vida normal pero reservada. En 1944, pasaron unos meses en un piso de la calle Pizarro de Córdoba, aprovechando la luna de miel de la hermana de Chato.
Sagrario y su madre regresaron a Sevilla a finales de marzo, hasta que en julio de 1944 conoció a Sagrario con la guerrilla, junto a su compañero El Chato de Huelva. En 1945 llegó la época del derramamiento de sangre, donde la guerrilla fue demolida tras una emboscada organizada por la guardia civil. El grupo "Chato de Huelva" sobrevivió, pero ya era muy pequeño. Sagrario estaba allí.
El 8 de junio, tras la detención de un enlace, los miembros del equipo fueron localizados en un lugar llamado Barranco de Agua Agria. Cercados por la Guardia Civil, y tras hora y media de balazos, mataron al Chato de Huelva y a Sagrario Vera, y sus cuerpos fueron puestos en público durante un tiempo, junto a la Plaza de Abastos.